# Spastic Ink
Spastic Ink es una banda de metal progresivo estadounidense formada por el guitarrista Ron Jarzombek, guitarrista de Watchtower, como un proyecto en solitario. Tras la unión de su hermano Bobby a la batería y del bajista Pete Pérez, Spastic Ink se estableció como un grupo asentado que hasta la fecha ha publicado dos álbumes.

## Historia
Spastic Ink se formó en 1995 como un proyecto en solitario del guitarrista de Watchtower, Ron Jarzombek, que tras la unión de su hermano Bobby Jarzombek y del bajista Pete Pérez (ambos miembros de Riot) se convirtió en un grupo independiente. El primer álbum del trío fue Ink Complete (1997), un disco de metal fusión que lleva más allá el estilo de Watchtower. En 2004 se publicó Ink Compatible, en el que aparecen varios músicos invitados: Jason McMaster y Doug Keyzer de Watchtower, Sean Malone de Cynic, Jens Johansson de Stratovarius, Daniel Gildenlöw de Pain of Salvation y Marty Friedman de Megadeth.

## Discografía
- Ink Complete (1997)
- Ink Compatible (2004)